# UPRT
UPRT (англ. Uracil phosphoribosyltransferase homolog) – білок, який кодується однойменним геном, розташованим у людей на довгому плечі X-хромосоми. Довжина поліпептидного ланцюга білка становить 309 амінокислот, а молекулярна маса — 33 786.
| 10         |  | 20         |  | 30         |  | 40         |  | 50         |
| ---------- |  | ---------- |  | ---------- |  | ---------- |  | ---------- |
| MATELQCPDS |  | MPCHNQQVNS |  | ASTPSPEQLR |  | PGDLILDHAG |  | GNRASRAKVI |
| LLTGYAHSSL |  | PAELDSGACG |  | GSSLNSEGNS |  | GSGDSSSYDA |  | PAGNSFLEDC |
| ELSRQIGAQL |  | KLLPMNDQIR |  | ELQTIIRDKT |  | ASRGDFMFSA |  | DRLIRLVVEE |
| GLNQLPYKEC |  | MVTTPTGYKY |  | EGVKFEKGNC |  | GVSIMRSGEA |  | MEQGLRDCCR |
| SIRIGKILIQ |  | SDEETQRAKV |  | YYAKFPPDIY |  | RRKVLLMYPI |  | LSTGNTVIEA |
| VKVLIEHGVQ |  | PSVIILLSLF |  | STPHGAKSII |  | QEFPEITILT |  | TEVHPVAPTH |
| FGQKYFGTD  |  |            |  |            |  |            |  |            |

A: Аланін

C: Цистеїн

D: Аспарагінова кислота

E: Глутамінова кислота

F: Фенілаланін

G: Гліцин

H: Гістидин

I: Ізолейцин

K: Лізин

L: Лейцин

M: Метіонін

N: Аспарагін

P: Пролін

Q: Глутамін

R: Аргінін

S: Серин

T: Треонін

V: Валін

Кодований геном білок за функцією належить до фосфопротеїнів. 
Задіяний у такому біологічному процесі, як альтернативний сплайсинг. 
Білок має сайт для зв'язування з нуклеотидами, ГТФ. 
Локалізований у цитоплазмі, ядрі.